# Auguste René Angot
Auguste René Désiré Angot, né le 5 septembre 1843 à Jarzé et mort le 3 avril 1913 à Orléans, est un vétérinaire et lieutenant français qui fait partie de la deuxième mission militaire française au Japon (1872–1880). Il est ainsi un conseiller étranger.
La mission arrive à Yokohama le 17 mai 1872. Ses membres se rendent à Tokyo pour s'affairer au ministère japonais de la Guerre et commencer l'entraînement militaire. Angot n'arrive cependant pas avec le premier groupe. Il signe un contrat de 3 ans avec le ministère le 11 avril 1872. En 1874, une école d'agriculture avec un département vétérinaire est fondée à Komaba. Angot est le premier enseignant étranger de cette école et forme des vétérinaires pour les chevaux de guerre. Son contrat est prolongé deux fois et expire le 30 juin 1880. Il retourne ensuite en France.